# Faustrecht in Minnesota
Faustrecht in Minnesota (Originaltitel: Woman of the North Country) ist ein US-amerikanischer Western aus dem Jahr 1952 von Joseph Kane mit Rod Cameron und Ruth Hussey in den Hauptrollen. Der Film wurde von Republic Pictures produziert und basiert auf einer Originalstory von Charles Marquis Warren und Prescott Chaplin.

## Handlung
1890 sind die Powells die Erzbarone von Minnesota. Obwohl der älteste Sohn David die Leitung des Familienbetriebs übernommen hat, ist die Tochter Christine die Gewiefteste der Familie. Sie schmiedet Pläne, die Firma zu übernehmen und wird von ihrem Bruder Steve unterstützt, der kürzlich einen Zugüberfall geplant hat, der mit einem Mord endete. Auch der örtliche Bankier John Mulholland, der im Gegenzug auf Christines Liebe hofft, steht auf ihrer Seite. Christine ist überzeugt, dass ihr Machtspiel den zu Besuch weilenden Henry Chapman aus Pittsburgh, dessen Stahlunternehmen ihr größter Kunde ist, nicht stört. Sie erzählt ihm selbstgefällig, dass sie die Bergbauaktivitäten des Unternehmens auf die Gegend um die Mesabi Range ausdehnen wird, die sie sich zu sichern gedenkt, wenn der Pachtvertrag des verstorbenen Professors Ramlo in zwei Wochen ausläuft.
Christines Pläne ändern sich, als sie entdeckt, dass Ramlos Sohn Kyle auf dem Claim arbeitet. Sie schickt Steve und seine Männer los, um Kyles Gruppe einzuschüchtern, indem sie ihr Lager in Brand stecken und sie in eine nächtliche Schießerei verwickeln. Steve hinterlässt eine verräterische Patronenhülse aus seiner in Deutschland hergestellten Waffe, die von dem alten Schweden Axel Nordlund gefunden wird, einem Freund der Familie Ramlo, der für Kyle arbeitet. Mit Hilfe seiner Geliebten Cathy, Axels Tochter, stellt Kyle fest, dass das Erz auf seinem Grundstück nahe der Oberfläche liegt und besonders reich ist. Um den Ersatz der durch den Brand zerstörten Ausrüstung zu finanzieren, fährt Kyle nach Duluth, um den Powells eine Partnerschaft in seiner Mine anzubieten, wird jedoch ohne ein Vorstellungsgespräch wieder weggeschickt. Er wartet hartnäckig, bis er Christine im Hotel begegnet, wo sie eine Party besucht. Ohne zu wissen, dass sie die wahre Macht der Firma ist, erklärt er sein Angebot, während sie vorgibt, kaum zu verstehen. Sie lädt ihn zur Party ein, wo er einen guten Eindruck auf Mr. Chapman macht. Er macht eine Andeutung, dass er 20.000 Dollar besitzt, um die Pacht zu bezahlen. In Kyles dunklem Hotelzimmer raubt Steve in der Nacht Kyle aus, verliert aber bei dem Gefecht seine Waffe. 
Am nächsten Tag erfährt Kyle von einem Büchsenmacher, dass die ungewöhnliche deutsche Waffe Steve gehört. Obwohl er Steves Beteiligung an den Bränden, der Schießerei und dem Raubüberfall glauben kann, zögert Kyle, zu glauben, dass auch Christine beteiligt ist, wie Cathy vermutet. Als Christine ihn abblitzen lässt, nachdem sie ihr Ziel erreicht hat, ist er entschlossen, sein Geld zurückzubekommen, und folgt ihr, als sie losreitet, um Steve zu warnen. Die aufmerksame Christine lässt ihn jedoch aufholen, und in einem wütenden Wortwechsel besteht sie darauf, dass sie die Art von Frau ist, die er immer gewollt hat. Er revanchiert sich, indem er einen Kuss erzwingt und sagt, sie hätte darum gebeten. Nachdem er sie verlassen hat, schiebt Kyle einen Felsbrocken vor das Versteck von Steves Bande, die darauf wartet, ihn zu überfallen, und tötet Steve bei einer Schießerei. Er durchsucht Steves Leiche nach seiner gestohlenen Brieftasche, findet einen Steckbrief für den Zugüberfall und kassiert die Belohnung von 25.000 Dollar. Mit dem Geld gründet er sein eigenes Bergbauunternehmen und Chapman schließt einen Vertrag mit ihm statt mit den Powells ab. 
Als Kyle auf die Idee kommt, mit einem dampfbetriebenen Bagger die Erzvorkommen abzubauen, floriert sein Unternehmen. Mit der Zeit wird der hart arbeitende Kyle rachsüchtig. Als er sieht, wie das Imperium der Powells Probleme bekommt, pachtet er ein Grundstück, das den Transportweg der Powells abschneidet, und ruiniert das angeschlagene Unternehmen. Von Kyle vernachlässigt, erkennt Cathy, dass sein Bedürfnis nach Rache durch die Unsicherheit über seine Verliebtheit in Christine genährt wird. Unterdessen plant Christine, die in bescheidenen Verhältnissen lebt, ihre eigene Rache an dem loyalen Mulholland und verspricht, dass sie bei ihm sein wird, wenn sie Erfolg hat. Sie umwirbt Kyle, indem sie behauptet, sie sei aufrichtig. Tatsächlich gibt Kyle nach und heiratet sie. Während Kyles und Christines Flitterwochen in Europa kündigt Axel. Um die Bergleute von ihrer Arbeit abzulenken, lässt Mulholland den Alkoholiker O’Hara einen Saloon in der Nähe von Kyles Grundstück eröffnen. Als Kyle zurückkommt, verdoppelt er die Produktion, um die Fristen einzuhalten, und verbietet den Bergleuten den Zutritt zum Saloon. Als die Männer, deren Loyalität eigentlich Axel gilt, widerwillig nachgeben, blockiert O’Hara auf Christines Anweisung wiederholt die Straßen in die Stadt, was zu Lieferverzögerungen führt. Mulholland bietet Kyle ein Darlehen an, um Eisenbahnschienen von der Mine zu den Docks in Duluth zu bauen. Christine gibt vor, gegen eine Überexpansion zu sein. Ihre psychologische Taktik funktioniert und Kyle baut die Eisenbahn. Bei der ersten Fahrt des Zuges, drei Tage bevor Kyles Rückzahlung an Mulholland fällig ist, sprengen O’Hara und seine Männer jedoch ein Eisenbahngerüst. Cathy sieht sie und als sie O’Hara erkennt, erzählt sie es Axel, der vermutet, dass Mulholland und Christine Kyle sabotieren. In der Zwischenzeit schmiedet Kyle mutige Pläne für einen Neuanfang, doch Christine verhöhnt ihn triumphierend und gesteht, dass sie zwei Jahre lang geplant hat, seine Firma zu übernehmen. Sie sagt, sie werde sich von ihm scheiden lassen, um Mulholland zu heiraten, der in 48 Stunden eine Zwangsvollstreckung durchführen werde. Besiegt schlägt Kyle sie und kehrt zur Mine zurück, wo Axel die Männer davon überzeugt hat, das Gerüst schnell wieder aufzubauen, damit Kyle Mulholland rechtzeitig bezahlen kann. 
Kyle kann das Darlehen rechtzeitig zurückzahlen. Christine will daraufhin zu ihm zurückkehren und fleht ihn bei einer öffentlichen Versammlung zu Kyles Ehren an, ihr zu verzeihen. Bevor Kyle antworten kann, erschießt der wütende Mulholland Christine. In ihren letzten Atemzügen behauptet sie, dass sie Kyle wirklich liebt. Endlich frei von Christine, versöhnt sich Kyle mit Cathy und plant ihre gemeinsame Zukunft.

## Hintergrund
Gedreht wurde der Film ab dem 3. Dezember 1951 in der Mesabi Range.
John McCarthy Jr. und Charles S. Thompson waren für das Szenenbild zuständig, Adele Palmer für die Kostüme. Die Brüder Thomas und Howard Lydecker schufen die Spezialeffekte. 
Für Gale Storm war es der letzte Auftritt in einem Kinofilm.

## Veröffentlichung
Die Premiere des Films fand am 23. Juli 1952 in Duluth statt. In der Bundesrepublik Deutschland kam er am 7. April 1961 in die Kinos.

## Kritiken
Der Kritiker des TV Guide sah einen befriedigenden Abenteuerfilm.
Das Lexikon des internationalen Films schrieb: „Der ruppig-primitive Bilderbogen lief im Ausland farbig, in der Bundesrepublik schwarzweiß: auch eine Methode, Verleihkosten zu sparen.“

## Synchronisation
Rod Cameron wird von Max Eckard gesprochen, Naish von Friedrich Joloff. Außerdem sind Franz Nicklisch (auf Barry Kelley) und Konrad Wagner (auf Grant Withers) zu hören.